# Thomas Tuchel
Thomas Tuchel (n. 29 august 1973, Krumbach, Bavaria, Germania) este un fotbalist german retras din activitate, care a jucat pe post de fundaș la echipe ca SSV Ulm 1846⁠(d) și Stuttgarter. Pe plan internațional, are prezențe la națională pentru Germania U18⁠(d). După încheierea carierei, a devenit antrenor, și a antrenat, printre altele, Mainz 05, PSG și Dortmund.

## Carieră
Tuchel s-a retras ca fotbalist la vârsta de 25 de ani din cauza unei accidentări a cartilajului genunchiului. Și-a început cariera de antrenor în 2000 ca antrenor de tineret la VfB Stuttgart. În 2009, după o perioadă de un an la FC Augsburg II, a fost angajat de Mainz 05, părăsind clubul în 2014. A fost numit la Borussia Dortmund în 2015 și a câștigat DFB-Pokal înainte de a fi demis în 2017. A fost angajat de Paris Saint-Germain în 2018 și a câștigat două titluri de campion al Franței, reușind în al doilea sezon cvadrupla pe plan intern, și a condus clubul către prima finală din istoria clubului în Liga Campionilor UEFA .
Tuchel a devenit antrenorul lui Chelsea în 2021 și a câștigat Liga Campionilor în sezonul său de debut, fiind desemnat cel mai bun antrenor al sezonului de către FIFA. După neînțelegeri cu proprietarul Chelsea, Todd Boehly, Tuchel a fost demis în 2022. A semnat cu Bayern München în 2023 și a câștigat titlul în Bundesliga înainte de a fi demis de Bayern în sezonul următor. Urmează să devină selecționerul Angliei în 2025.

## Cluburi

### Ca jucator
| Club                | Țară     | An        |
| ------------------- | -------- | --------- |
| Stuttgarter Kickers | Germania | 1992-1994 |
| SSV Ulm             | Germania | 1994-1998 |

### Ca antrenor
| Club                | Țară          | An            | MJ  | C   | E   | P   | GF   | GC  | DG   | % v.  |
| ------------------- | ------------- | ------------- | --- | --- | --- | --- | ---- | --- | ---- | ----- |
| FC Augsburg II      | Germania      | 2007-2008     | 34  | 20  | 8   | 6   | 80   | 45  | +35  | 66.66 |
| 1. FSV Mainz 05     | Germania      | 2009-2014     | 184 | 72  | 46  | 66  | 250  | 246 | +4   | 47.54 |
| Borussia Dortmund   | Germania      | 2015-2017     | 107 | 67  | 23  | 17  | 251  | 115 | +136 | 69.79 |
| Paris Saint-Germain | Franța        | 2018-2020     | 127 | 95  | 13  | 19  | 337  | 103 | +234 | 74.8  |
| Chelsea             | Anglia        | 2021-2022     | 100 | 60  | 24  | 16  | 168  | 77  | +91  | 68    |
| Total cariera       | Total cariera | Total cariera | 552 | 314 | 114 | 134 | 1086 | 586 | +500 | 63.76 |